# Clinura
Clinura là một chi ốc biển, là động vật thân mềm chân bụng sống ở biển trong họ Conidae.

## Các loài
Các loài thuộc chi Clinura bao gồm:
- Clinura hosoi (Okutani, 1964)[2]
- Clinura vitrea Sysoev, 1997[3]